# Agum II
Àgum II (in accadico: Agum; fl. XVI secolo a.C.) fu re cassita dal 1592 al 1565 a.C..

## Biografia
Sotto di lui i Cassiti si impadronirono di tutta la Mesopotamia, a eccezione delle estreme regioni meridionali.
In un documento reale, si dichiara straniero a Babilonia, ma chiamato dagli dei del Paese, che gli conferiscono legittimità, attribuendosi la restituzione delle statue di Marduk e Sarpanitu, la coppia divina tutelare di Babilonia, trafugate dagli Ittiti, pare alla fine della I dinastia. Secondo la tradizione babilonese, ciò che accade nel mondo degli uomini è un riflesso della volontà divina, quindi se il furto delle statue era una punizione divina per qualche peccato dei suoi abitanti, la loro restituzione era la prova del suo perdono e della legittimità della nuova dinastia.
Agum II si dichiarò "re dei Cassiti", "re degli Accadi" e "re di Babilonia". In realtà, il titolo di re tra i Cassiti significava solo essere un comandante con autorità su un gruppo di soldati stanziati in un determinato territorio.

## Documentazione
L'unica fonte storica lo descrive come figlio di Urzigurumash, il 6º re della dinastia, ma la Lista sincronica dei re presenta due lacune in cui l'8º e il 9º re precedono Burna-Buriash I, che era il 10°.
Tutto ciò che si sa su di lui è attraverso l'iscrizione di Agum-Kakrime, un testo accadico scritto nella scrittura cuneiforme neo-assira ma in linee molto brevi a imitazione di uno stile antiquario. È conservata in due copie, che descrivono il recupero da parte del re della statua cultuale di Marduk dalla terra di Ḫana (KUR ḫa-ni-i), trafugata dagli Ittiti durante il loro saccheggio di Babilonia, e il suo restauro nel nuovo tempio di Esagila. In esso Agum si presenta come legittimo sovrano e premuroso "pastore" sia dei Cassiti sia degli Accadi. Egli afferma la sua sovranità su Padan e Alman e anche sui Gutei, "un popolo stolto", gruppi variamente localizzati nelle regioni dei monti Zagros.
L'iscrizione inizia con un'introduzione che riporta il nome del re, la genealogia, gli epiteti e così via. Egli è un discendente di Abi[rattash], "l'eroe feroce". Prosegue con una lunga narrazione del ritorno di Marduk e della sua consorte Sarpanītum, quindi elenca le numerose e generose donazioni di Agum-Kakrime al tempio e include descrizioni della purificazione della casa stessa da parte di un incantatore di serpenti e della costruzione di demoni protettivi per l'ingresso.
Il testo è composto da due tavolette, che include molti dettagli esoterici riguardanti il tempio e i suoi rituali. Una tavoletta è stata rinvenuta nella Biblioteca di Ashurbanipal, e si ritiene che sia una copia di un'iscrizione originale, mentre l'altra è stata rinvenuta altrove, a Ninive. La copia della Biblioteca di Ashurbanipal contiene due colophon e, oltre all'identificazione standard della biblioteca, il primo recita mudû mudâ likallim, che è stato tradotto come "Che i dotti istruiscano i dotti" o, in alternativa, "L'iniziato può mostrare l'iniziato". Per coloro che ne contestano l'autenticità, si tratta di un successivo pseudonimo di propaganda per il culto di Marduk, che enfatizza alcune esenzioni fiscali concesse per il restauro delle statue. Le iscrizioni reali di epoca cassita sono solitamente scritte in sumerico. I sostenitori della sua autenticità citano l'iconografia dei demoni descritti sulla porta della cella, che rappresentano i nemici sconfitti di Marduk, le divinità delle città conquistate da Babilonia, come Eshnunna, e sono esemplificativi di una teologia medio-babilonese. Marduk deve ancora raggiungere la sovranità sull'universo caratterizzato dall'Enûma Eliš e dalla lotta con Tiāmat.